# Лосини остров
Лòсиният остров (на руски: Лосиный Остров, буквално – „остров на лосовете“) е гориста местност на територията на Москва (райони Метрогородок, Голяново, Богородско, Соколники и Ярославски) и Московска област (градски райони Балашиха, Корольов, Митишчи и Шчолково). Това е най-голямата горска площ в Москва и едно от малкото места в града, където могат да се видят диви животни в естествената им среда, включително лосове. От 24 август 1983 г. има статут на национален парк, образуван едновременно с Национален парк „Сочи“, което го прави втория най-стар национален парк в Русия. Защитена територия с федерално значение, категория II по класификацията на IUCN. Действащият Правилник за националния парк „Лосини остров“ е в сила от 9 септември 2012 г.
Лосиният остров е най-големият градски парк в Европа. В него се срещат 44 вида бозайници и 170 вида птици, 9 вида земноводни, 5 вида влечуги и 19 вида риби.

## География
Общата площ на националния парк през 2001 г. е 116,21 km². Гора заема 96,04 km² (83 % от площта) от общата площ, от които 30,77 km² (27 %) попадат в границите на град Москва. Други видове земя в парка включват 1,69 km² (2 %) вода и 5,74 km² или 5 % от блатата. Допълнителни 66,45 km² са запазени за разширяване на парка. От 2012 г. общата площ на парка „Лосини остров“ е 128,81 km². 
Паркът е разделен на пет функционални зони: 
- Защитена зона, предназначена за запазване на природната среда в нейния естествен вид – 1,8 km² (1,5 % от територията). Строго е забранен достъпът и всякаква стопанска дейност.
- Особено охраняема зона, предназначена за запазване на природната среда в естествен вид и в чиито граници са разрешени екскурзии и посещения с цел образователен туризъм – 42,9 km² (34,6 %). Достъпът е разрешен по установени маршрути след съгласуване с администрацията или придружен от служители на парка. Забранени са: риболов, престой на граждани извън обществени пътища и специално обособени маршрути, изграждане на сгради и конструкции за настаняване на посетители на националния парк, подреждане и оборудване на паркинги за нощта, добив и събиране от граждани на недървесни и хранителни горски ресурси и лечебни растения за собствени нужди.
- Зона за защита на исторически и културни паметници, отворена за обществено ползване и отдих – 0,9 km² (0,7 %). Забранени са дейности, които променят историческия облик на ландшафта, почивка и нощувка извън предвидените за това места.
- Зона за отдих, отворена за безплатни посещения – 65,6 km² (52,8 %). В нея се разполагат на обекти от туристическата индустрия, музеи и информационни центрове.
- Стопанска зона с обекти, които са важни за живота на парка и прилежащите жилищни територии - 12,9 km² (10,4 %).

Във всички зони са разрешени научно-изследователска дейност, наблюдение на околната среда, екологични, биотехнически и противопожарни мерки, лесоустройствени и земеустройствени работи.
Географски паркът заема пространството между Мешчорската низина и Клинско-Дмитровския хълм, където е вододелът на река Москва и река Клязма. Релефът на местността е слабо вълниста равнина. Истинската надморска височина варира от 146 m (заливните зони на река Яуза ) до 175 m над морското равнище. В централната част на парка релефът е слабо изразен. Най-живописната местност е в югозападната част на парка, където са ясно изразени надзаливните тераси на река Яуза със стръмни склонове към нейната разливна част.
На територията на парка се намират изворите на реките Яуза и Пехорка. Естественото речно корито на Яуза е практически унищожено в резултат от добива на торф през 50-те и 70-те години на ХХ век. Речното корито на река Пехорка е значително променено след изграждането на водноелектрическата централа Акулово. Тук Яуза има няколко притока, най-големият от които е Ичка.
В Москва територията на националния парк се пресича от московската Малка околовръстна железница. В парка се намира гара Белокаменна. Частите на парка, които принадлежат на Москва и Московска област, са разделени от Московския околовръстен път, който е многолентов и двулентов.

### Най-живописните места
- Речна долина Яуза в района на Богородское (гр. Москва)
- Тайга близо до Москва: стари иглолистни и смесени гори, (Москва)
- Алексеевска горичка и Алексеевско (Булганинско) езеро (гр. Балашиха)
- Яузски водно-блатен комплекс и Митишченска водовземна станция
- Коржевски насаждения (ръчно създаден горски парков пейзаж на границата с град Корольов)
- Кариера до ул. „Торфопредприятие“ (гр. Корольов)

### Интересни обекти за посещение
- Биостанция „Лос“. Работи от 2002 г. Открита през декември 2015 г. след реконструкция. Тук може да се докосне и нахрани лоса, да се научи всичко за живота му. [3]
- Дендрариум. Отворен през 2014 г. Три теми са преплетени в темата на експозицията – разнообразието на руските гори, фауната на Московска област и работата на горските работници. Дендрариумът се намира до Алексеевската горичка (място с 200-годишни борови и липови гори). В пейзажа на горичката все още се проследяват характеристиките на планирането на селско имение от края на 17-18 век, могили от 12 век. [4]
- Музей „Руски бит“. Съществува от 1998 г., реновиран през 2015 г. Показани са селският и крайградският живот от началото на 19-20 век и стопанството на вятичите по време на колонизацията на долината на река Москва (X век).
- Кула за наблюдение на птици на Чугунения мост (гр. Митишчи). От кулата ясно се виждат плитки води и тръстикови гъсталаци. Интересно за посещение през пролетта и есента, по време на миграцията.

## Име
До средата на XX век районът е известен като „Ловен Лосини остров“. Това име идва от епохата на придворния лов: остров – горичка сред обработваема земя, ловен – от „лов“, лов на кучета; лос – от най-големия обект на лова.

## История
Националният парк „Лосини остров“ е създаден през 1983 г. върху земя, която от древни времена е служила като строго охраняван ловен район на руските велики князе и царе. Територията е обявена за резерват през 1799 г., първото горско стопанство е създадено тук през 1842 г., а идеята за създаването на националния парк е изразена още през 1909 г.
Мястото е известно от 1406 г., по-специално от заветите на руските князе – Иван I, Дмитрий Донски, Владимир от Серпухов и техните потомци. В тях се споменават разораните земи и горите, намиращи се на територията на сегашния национален парк. По-късно този район става място за лов от царете, а земята на бъдещия парк е защитена. По време на Смутното време стопанската дейност тук рязко намалява, бившата обработваема земя обраства с гора. Разцветът на Лосиния остров като ловен район се дължи на цар Алексей.
След преместването на столицата в Санкт Петербург тази територия губи стойността си като царски ловен парк, но държавната собственост продължава да бъде охранявана от царски укази. Приблизително по това време територията започва да се нарича „Лосини остров“. През 1798 г. горите преминават в управлението на новосформираното горско управление. В средата на XIX век е открита Лосиноостровската горска дача и започва периодът на систематично горско стопанство. През 1934 г. Лосиният остров е включен в 50-километровия зелен пояс на Москва. Голяма площ от гората е изсечена по време на Втората световна война. От този момент нататък бъдещият национален парк страда от произволни изземвания на земя за зеленчукови градини, интензивна паша на добитък и дори незаконни сечи. В края на 50-те години на ХХ век строителството на Московския околовръстен път разделя гората на вътрешни и външни (по-големи) сектори. През 1979 г. с общо решение на Московския градски и окръжен съвети Лосиният остров е организиран като природен парк. През 1983 г. с решение на Министерския съвет на Руската СФСР е създаден национален парк.
От 2002 г. функционира Биологична станция „Лос“. Открита е повторно през декември 2015 г. след реконструкция. Там посетителите могат да докоснат и хранят живи лосове, както и да научат всичко за живота на този бозайник.

## Галерия
- Езеро в Лосна река
- Лос в парка
- Езеро Бабаевски
- Клуб за конен спорт „Лосинка“
- Сърна в Лосиноостровската биологична станция
- Голямо Лосиноостровско езеро - пожарен резервоар в несъществуващия 59-ти (Раевски) арсенал